# Callyspongia ridleyi
Callyspongia ridleyi är en svampdjursart som beskrevs av Burton 1934. Callyspongia ridleyi ingår i släktet Callyspongia och familjen Callyspongiidae. Inga underarter finns listade i Catalogue of Life.